# Élections législatives bulgares d'avril 2021
Les élections législatives bulgares de 2021 ont lieu le 4 avril 2021 afin de renouveler les 240 membres de l'Assemblée nationale de la Bulgarie.
Durant l’année 2020, la tenue d’élections anticipées est jugée probable en raison d'un scandale immobilier touchant le gouvernement et de manifestations anti-corruption d’ampleur, mais le gouvernement parvient à écarter cette possibilité.
Le scrutin voit se maintenir en tête la coalition menée par le parti GERB du Premier ministre sortant, Boïko Borissov. Celle-ci observe cependant un net recul qui fragilise Borissov, dont les alliés nationalistes, qui se présentaient divisés, perdent toute représentation à l’Assemblée nationale.
À l'inverse, de nouveaux partis issus de la contestation anti-gouvernementale y font leur entrée, sans toutefois disposer de la cohésion idéologique nécessaire pour former un gouvernement de coalition et provoquer une alternance. Les tentatives de formation d'un gouvernement échouent rapidement, ouvrant la voie à la tenue d’élections anticipées en juillet 2021.

## Contexte
|  |

Lors de l'élection présidentielle bulgare de 2016, le candidat indépendant Roumen Radev, soutenu par les sociaux-démocrates, est élu au second tour avec 59,35 % des voix, provoquant la démission du Premier ministre de centre droit Boïko Borissov. Après plusieurs mois de tentatives de formation d'une nouvelle coalition, les principaux partis bulgares s'accordent sur la nécessité de nouvelles élections. 
Ces élections législatives organisées en mars 2017 voient arriver en tête le parti Citoyens pour le développement européen de la Bulgarie (GERB) avec 32,65 % des suffrages et 95 sièges sur 240. Ce bon résultat permet à Boïko Borissov de conserver la fonction de Premier ministre, à la tête d'une coalition GERB-Patriotes unis.
Un scandale touchant d'importantes personnalités au sein du gouvernement ainsi que du GERB éclate cependant en mars 2019. Le journal d'investigation Bivol.bg, en partenariat avec Radio Free Europe et l'ONG « Fond anti corruption » révèle en effet que Tsvetan Tsvetanov, le vice-président du GERB considéré comme le bras droit de Borissov, a acheté un appartement de haut luxe à un prix bradé de plus d'un quart de sa valeur réelle. Des soupçons de corruption prennent rapidement forme, tandis que le scandale s'étend à plusieurs membres haut placés du GERB, dont les ministres de la Justice, des Sports, de l’Énergie et de la Culture ; tous ayant acheté ces logements bradés à la même compagnie, Artex Engineering. Le bureau du procureur général et la commission nationale anti-corruption ouvrent des enquêtes, tandis que l'ensemble des personnalités concernées démissionnent de leurs fonctions.

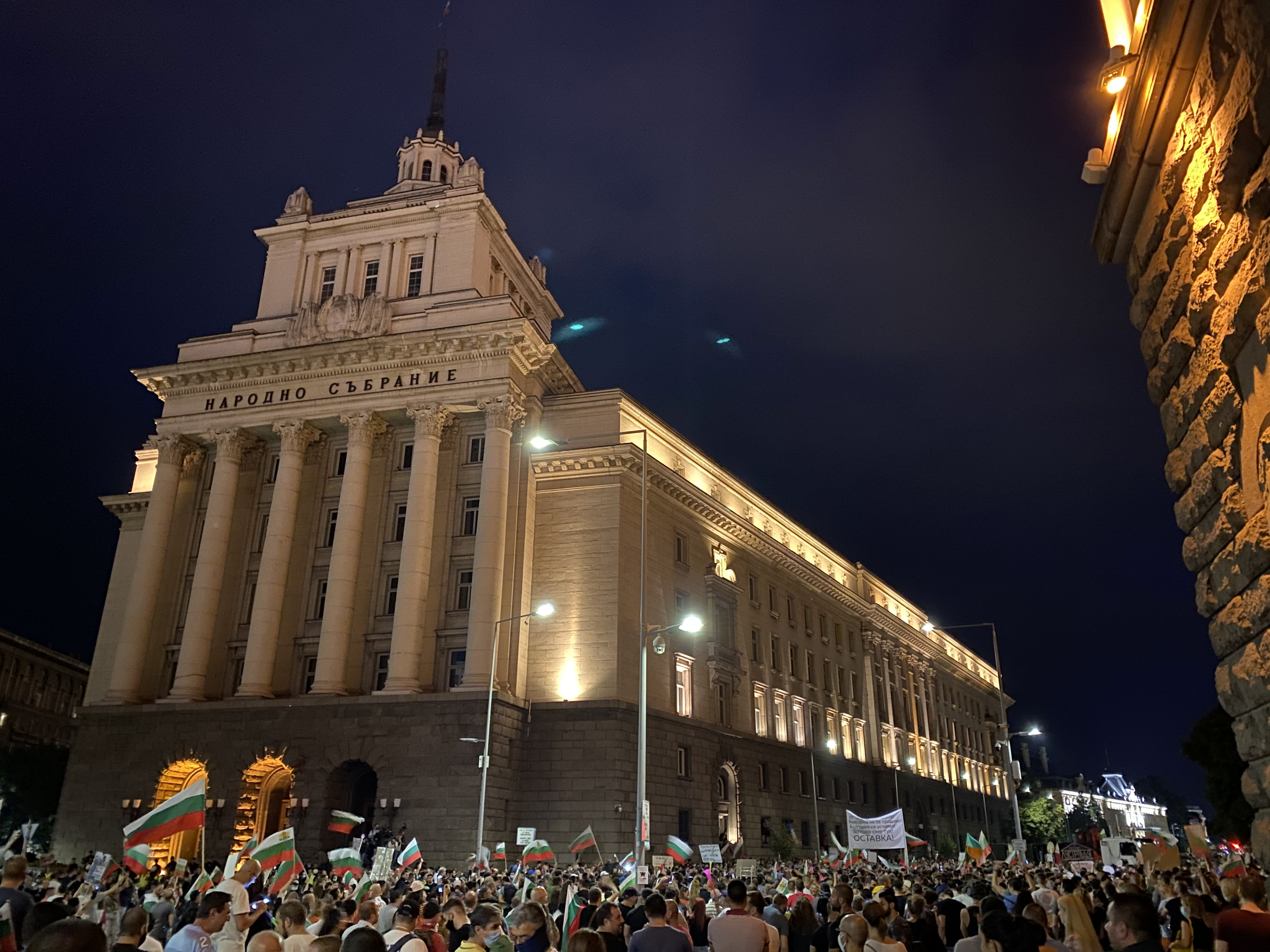
Manifestation le 17 juillet à Sofia.

Le scandale est un coup dur pour le gouvernement Borissov, dont la perception devient entachée d'une aura de corruption généralisée. La popularité du parti au pouvoir chute à 13 %, et celle du Premier ministre à 28 %. Des élections anticipées sont alors jugées probables, notamment par le président Roumen Radev, qui les juge alors inévitables. La possibilité d'une tenue du scrutin à l'automne 2019 en même temps que les élections municipales est évoquée. Le 13 juin 2020, les élections sont finalement fixées au 28 mars 2021, avant d'être décalées au 4 avril à la mi janvier.
En juillet et août 2020, Borissov est confronté à d’importantes manifestations anti-gouvernementales, qui l'amènent à remanier son gouvernement le 24 juillet pour remplacer plusieurs ministres, dont les contestés ministres des Finances et de l'Intérieur. Le 6 août, il suggère de démissionner en échange du maintien de son parti au pouvoir jusqu'aux législatives. Le 14 août, il réitère cette proposition en échange de la convocation d'une assemblée constituante pour rédiger une nouvelle Constitution, et propose de réduire le nombre de parlementaires, et de limiter les pouvoirs du Premier ministre et du parquet. La proposition est rejetée par le président de la République, par les manifestants, par l'opposition parlementaires et les partenaires de coalition du GERB,.
Les achats de vote sont courants dans la vie politique bulgare et concernent traditionnellement entre 5 et 19 % des suffrages. Ces voix devraient tenir un rôle encore plus important lors de ces élections en raison de la hausse attendue de l’abstention.

## Système électoral
L'Assemblée nationale (en bulgare : Народното събрание) est composée de 240 sièges pourvus pour quatre ans au scrutin proportionnel plurinominal dans 31 circonscriptions électorales de quatre à 16 sièges. Les listes sont ouvertes, avec la possibilité pour les électeurs d'effectuer un vote préférentiel envers un candidat de la liste choisie afin de faire monter sa place dans celle ci. Après décompte des suffrages, la répartition est faite au plus fort reste de Hare entre les listes de candidats ayant atteint le seuil électoral de 4 % des suffrages exprimés au niveau national sur des partis. Les votes pour les candidats indépendants ainsi que ceux « Aucun de ces choix » sont comptés comme des votes valides, mais n'entre pas en compte pour le calcul du seuil,,. Avant 2016, il était fait recours à des listes fermées, sans vote préférentiel, et les votes « Aucun de ces choix » n'étaient pas comptabilisés comme des votes valides,,.
Lors du référendum de 2016, les Bulgares se sont prononcés sur plusieurs propositions dont l'élection des membres du Parlement au scrutin uninominal majoritaire à deux tours. Malgré un résultat favorable à plus de 70 %, la proposition a été déclarée légalement non contraignante, le quorum n'ayant pas été atteint. Le seuil de 20 % de participation ayant néanmoins été dépassé, le Parlement bulgare doit à l'avenir être amené à se prononcer sur ce changement de mode de scrutin.

## Résultats
|                          |                                               |           |       |       |        |               |  |  |  |
| Partis ou coalitions     | Partis ou coalitions                          | Voix      | %     | +/-   | Sièges | +/-           |  |  |  |
|                          | Coalition GERB-SDS                            | 837 707   | 25,80 | 6,85  | 75     | 20            |  |  |  |
|                          | Il y a un tel peuple (ITN)                    | 565 014   | 17,40 | Nv.   | 51     | 51            |  |  |  |
|                          | BSP pour la Bulgarie (BSPzB)                  | 480 146   | 14,79 | 12,39 | 43     | 37            |  |  |  |
|                          | Mouvement des droits et des libertés (DPS)    | 336 306   | 10,36 | 1,37  | 30     | 4             |  |  |  |
|                          | Bulgarie démocratique (DB)                    | 302 280   | 9,31  | 6,43  | 27     | 27            |  |  |  |
|                          | Debout ! Mafia dehors ! (ISMV)                | 150 940   | 4,65  | Nv.   | 14     | 14            |  |  |  |
|                          | VMRO - Mouvement national bulgare (VMRO-BND)  | 116 434   | 3,59  | –     | 0      | 12            |  |  |  |
|                          | Unification nationale bulgare (BNO)           | 94 515    | 2,91  | Nv.   | 0      | en stagnation |  |  |  |
|                          | Renaissance (V)                               | 78 414    | 2,41  | 1,33  | 0      | en stagnation |  |  |  |
|                          | Coalition patriotique                         | 75 926    | 2,34  | 1,81  | 0      | 21            |  |  |  |
|                          | Républicains pour la Bulgarie (RzB)           | 42 057    | 1,30  | Nv.   | 0      | en stagnation |  |  |  |
|                          | Mouvement des candidats indépendants          | 16 868    | 0,52  | Nv.   | 0      | en stagnation |  |  |  |
|                          | Union nationale Attaque (Ataka)               | 15 659    | 0,48  | –     | 0      | 6             |  |  |  |
|                          | Alternative pour la renaissance bulgare (ABV) | 14 798    | 0,46  | 1,09  | 0      | en stagnation |  |  |  |
|                          | Renaissance de la mère patrie                 | 13 182    | 0,41  | Nv.   | 0      | en stagnation |  |  |  |
|                          | Autres partis                                 | 59 047    | 1,83  | –     | 0      | en stagnation |  |  |  |
|                          | Indépendants                                  | 428       | 0,01  | 0,14  | 0      | en stagnation |  |  |  |
|                          | « Aucun de ces choix »                        | 47 749    | 1,47  | 0,80  |        |               |  |  |  |
|                          |                                               |           |       |       |        |               |  |  |  |
| Suffrages exprimés       | Suffrages exprimés                            | 3 247 470 | 97,40 |       |        |               |  |  |  |
| Votes blancs et nuls     | Votes blancs et nuls                          | 86 527    | 2,60  |       |        |               |  |  |  |
| Total                    | Total                                         | 3 333 997 | 100   | –     | 240    | en stagnation |  |  |  |
| Abstentions              | Abstentions                                   | 3 455 608 | 50,90 |       |        |               |  |  |  |
| Inscrits / Participation | Inscrits / Participation                      | 6 789 605 | 49,10 |       |        |               |  |  |  |

## Analyses

Parti en tête par circonscription électorale.

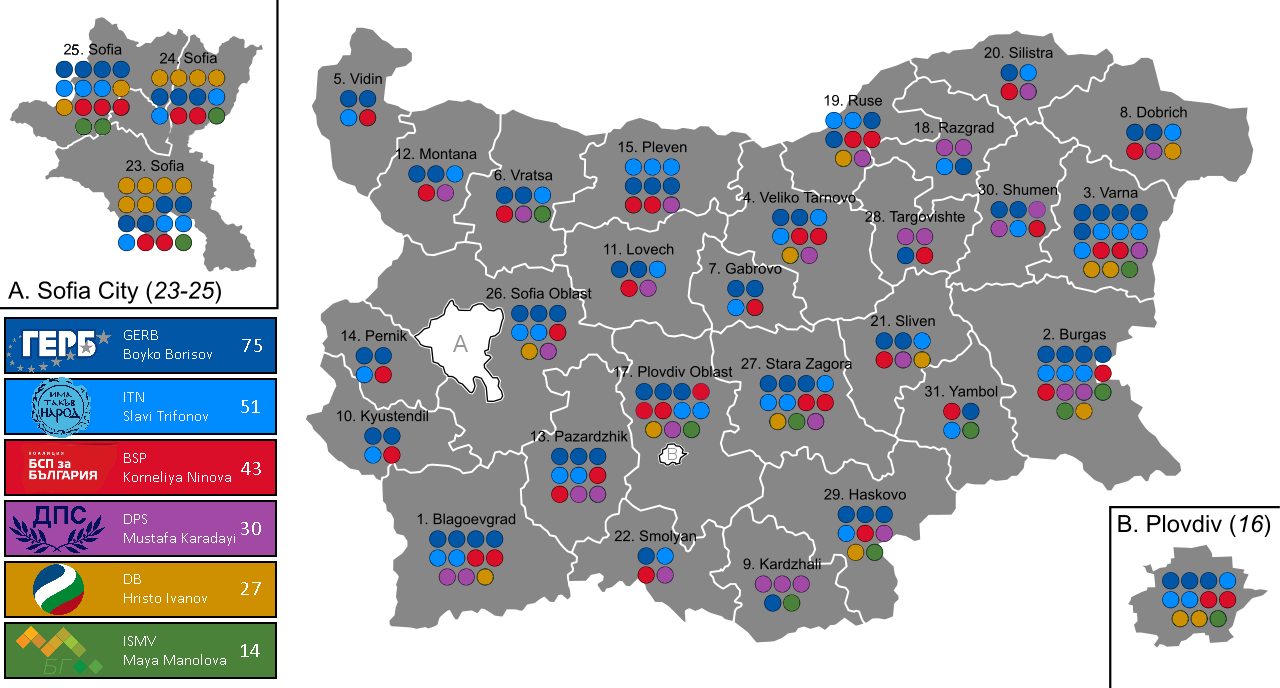
Sièges remportés par parti par circonscription.

La participation s'avère plus élevée que prévu dans le contexte d’une troisième vague de la pandémie de Covid-19. La coalition de Citoyens pour le développement européen de la Bulgarie et de l'Union des forces démocratiques arrive largement en tête avec plus d'un quart des suffrages exprimés. Ce résultat masque cependant un fort recul de la formation — qui avait recueilli un tiers des suffrages aux précédentes élections —, un résultat attribué aux effets des scandales de corruption ayant émaillé la fin de la législature, cumulés à des résultats économiques décevants,. Ses alliés nationalistes du VMRO - Mouvement national bulgare et du Front national pour le salut de la Bulgarie, unis en 2017 sous la bannière de Patriotes unis, se présentent divisés et échouent tous deux à franchir le seuil électoral de 4 %, perdant ainsi toute représentation à l'Assemblée nationale. Le Premier ministre Boïko Borissov sort ainsi très affaibli du scrutin, qui conduit à la perte de la majorité absolue des sièges que détenait son gouvernement.
En parallèle, le scrutin voit la forte percée surprise des formations populistes issus de la récente contestation antigouvernementale et qui se sont engagées à ne pas former de coalition avec Borissov. Le parti Il y a un tel peuple (ITN) du chanteur et présentateur de télévision Slavi Trifonov décroche la deuxième place. Bien que novice en politique, les résultats de son mouvement permettent théoriquement à Trifonov de se positionner en « faiseur de rois ». Mais celui-ci est l'un des critiques les plus virulents de Borissov, tout en ayant exclu avant les élections la possibilité d'une coalition avec le Parti socialiste,. La coalition Debout ! Mafia dehors !, dont la dirigeante Maya Manolova affirme vouloir « bouter la mafia hors du gouvernement et des finances publiques », parvient elle aussi à franchir le seuil électoral des 4 %. Plusieurs formations extra-parlementaires réunies au sein de Bulgarie démocratique bénéficient également de ce mouvement de voix, opéré au détriment de la plupart des partis traditionnels.
Outre le recul du parti du Premier ministre et la défaite des nationalistes, la montée de ces nouveaux partis se fait notamment au détriment de la coalition BSP pour la Bulgarie, qui perd près de la moitié de sa part des suffrages, seul le Mouvement des droits et des libertés de la minorité turque parvenant à se maintenir à un niveau similaire à celui de 2017,.
Le manque de cohésion idéologique des formations sorties victorieuses du scrutin et leur opposition à une alliance avec celle arrivée en tête au milieu d'un parlement fragmenté conduit à une période de flou post-électoral. De longues négociations sont jugées probables, avec en cas d'échec la perspective de nouvelles élections anticipées,.

## Conséquences
Les propositions de formation d'un gouvernement de technocrates indépendants avancées par Boïko Borissov sont rejetées par Il y a un tel peuple (ITN), BSP pour la Bulgarie (BSPzB) et Debout ! Mafia dehors ! (ISMV). Son parti étant arrivé en tête, le Premier ministre sortant revendique alors la tache de former un nouveau gouvernement, se déclarant prêt à soutenir une coalition dirigé par ITN afin de doter le pays d'un gouvernement pour faire face à la pandémie. Borissov juge lui-même les chances de formation d'une telle coalition peu probable, réitérant sa proposition de rédaction d'une nouvelle Constitution assortie d'un changement de système électoral avant tout retour aux urnes.
Borissov annonce le 14 avril que son parti proposera un candidat autre que lui pour tenter de former le prochain gouvernement. Le système bulgare prévoit un maximum de trois tentatives de formation d'un gouvernement à la suite des élections. Le président confie ainsi en premier lieu cette responsabilité au parti arrivé en tête, puis au deuxième et enfin à un parti de son choix, avec, en cas d'un triple échec successif, la nomination par le président d'un gouvernement d'intérim et la convocation de nouvelles élections anticipées dans les deux mois.
La nouvelle assemblée se réunit pour la première fois le 15 avril, et élit pour présidente la députée d'ITN Iva Miteva, contre la présidente sortante Tsveta Karayancheva, du GERB. Le gouvernement démissionne le lendemain.
Le président de la république Roumen Radev charge le 20 avril la coalition GERB-SDS de former un gouvernement, Borrissov ayant entre-temps choisi pour successeur l'ancien ministre des Affaires étrangères Daniel Mitov. Comme attendu, ce dernier admet cependant trois jours plus tard l'incapacité de sa formation à former une coalition, accusant les autres partis de se « comporter de façon arrogante et irresponsable » en raison de leur refus d'entamer toute négociation,.
Arrivé en deuxième position, le parti Il y a un tel peuple doit alors recevoir à son tour la tache de former un gouvernement. Le 26 avril, Slavi Trifonov annonce cependant qu'ITN n'est pas en mesure de réunir le nombre de députés nécessaire pour former une coalition stable, qu'il souhaiterait voir diriger par la championne d'échecs Antoaneta Stefanova, et restituera par conséquent le mandat de gouvernement dès sa réception, ce qu'il fait deux jours plus tard,,,,. 
La dirigeante du BSP, Korneliya Ninova, reçoit alors le troisième et dernier mandat le 5 mai, mais le refuse dès sa réception, comme annoncé dès le 1er mai, ce qui ouvre la voie, après trois échecs successifs, à la convocation d'élections anticipées. Le jour même, le président Radev annonce la nomination pour la semaine suivante d'un gouvernement d'intérim et la convocation des élections pour le 11 juillet 2021,.